# Фатима ал-Фихрија
Фатима бинт Мухамед ал-Фихрија ал-Курашија (арапски: فاطمة بنت محمد الفهرية القرشية), позната као Фатима ал-Фихрија, арапкиња је заслужна за оснивање данашњег универзитета Ал-Каравин између 857. и 859. године нове ере, у Фесу, у северном Мароку. Основала је џамију, која је постепено постала универзитет, а њен утицај је у Европу стигао у средњем веку. Универзитет Ал-Каравин се од стране Гинисове књиге рекорда и Унеска сматра једним од најстаријих универзитета на свету. Фатима ал-Фихрија позната је и по надимку „Мајка деце” (أُمّ ٱلْبَنِين). Умрла је око 880. године. Њена прича данас је позната захваљујући Ибн Аби Зар'у, посебно зато што је Ал-Каравин био изложен великом пожару 1323. године, који је уништио све сачуване документе. Пошто је први пут поменута много векова након њене смрти, њену причу је тешко поткрепити доказима, стога неки савремени историчари сумњају да је икада постојала.

## Живот

### Прича према тардиционалним исказивањима
Мало се зна о њеном личном животу, осим онога што је забележио историчар Ибн Аби Зар’ у 14. веку. Фатима је највероватније рођена око 800. године нове ере, у граду Керуан, у данашњем Тунису. Она је арапског Курејшког порекла, па отуда „ал-Курашија”. Њена породица била је део велике миграције у Фес из Керуана. Њен отац, Мухамед ал-Фихри, постао је успешан трговац у Керуану. Ал-Фихрија је била удата, али су јој и муж и отац умрли убрзо након венчања. Када јој је отац умро, његово богатство наследиле су Фатима и њена сестра Маријам. Обе су биле добро образоване и проучавале су записе пророка Мухамеда. Обе сестре основале су џамије у Фесу: Фатима је основала џамију Ал-Каравин, а Маријам џамију Ал-Андалузијин. Ова идеја била је подстакнута чињеницом да су сви муслимани који су бежали, попут Фатиме и њене породице, окупљали имигранте који су били побожни, жељни учења и проучавања своје вере. Због великог броја миграната, дошло је до пренасељености и није било довољно простора, средстава или наставника за збрињавање свих.

### Историчност
Неки модерни историчари довели су у питање истинитости ове приче. Они сматрају да је прича о двеју сестара које оснивају џамије у Фесу највероватније легенда. Савремени историчари такође сматрају да је Ибн Аби Зар релативно непоуздан извор.
Историчар Роџер Ле Тоурну примећује да је савршени паралелизам две сестре и две џамије превише идиличан да би био истинит, самим тим вероватно и религијска легенда. Џонатан Блум, научник исламске архитектуре, такође примећује малу вероватноћу истинитости ове приче. Он наводи да традиционална прича о оснивању џамије припада више миту него академској историји, а истиче да ниједан део данашњег универзитета није старији од десетог века.
Један од највећих изазова традиционалној причи је натпис који је откривен током реновирања универзитета у 20. веку, а који је вековима био сакривен испод слојева малтера. Овај натпис, урезан на плочама од кедровог дрвета и написан куфским писмом, пронађен је на зиду изнад вероватног места првобитног михраба. Натпис, који је снимио и дешифровао Гастон Девердун, проглашава оснивање „ове џамије” (арапски: „هذا المسجد“) од стране Давуда ибн Идриса (сина Идриса II који је владао овим регионом Марока у то време) у једанаестом месецу, 263. године по хиџри (јул–август 877. године нове ере). Девердун је сугерисао да је натпис можда дошао из друге неидентификоване џамије, а да је премештен у каснијем периоду (вероватно у 15. или 16. веку), када је поштовање Идрисида поново оживело у Фесу и такве реликвије би имале довољно верског значаја да се поново користе у верске сврхе. Међутим, научник Чафик Бенчкрун је недавно тврдио да је вероватније објашњење да је овај натпис оригинални темељни натпис саме џамије и да је био прикривен у 12. веку, непосредно пре доласка Алмохада у град. На основу овог натписа и многих недоумица у вези са Ибн Аби Зар'овим наративом, он тврди да је Фатима ал-Фихрија врло вероватно личност из легенде, а не историје. Тврдња да је универзитет основала Фатима ал-Фихрија је обавијена митом. Универзитетска библиотека обновљена је и поново отворена 2016. године, привлачећи пажњу утицајних извора као што су Гардијан и Смитсоновски институт, који су тврдили да је библиотека најстарија библиотека на свету која непрекидно ради и да је основана од стране Фатиме. Библиотека садржи више од 4.000 рукописа, укључујући рукописе Часног Кур'ана из деветог века нове ере и збирку најстаријих рукописа књига о хадисима. Према Иану Д. Морису, историчару раних исламских друштава, не постоје емпиријски докази који подржавају тврдње да је Фатима основала универзитет. Како је прича корисна за данашње дискурсе о женама у науци, у исламској историји, Морис закључује да спекулације које понављају савремени аутори „више говоре о садашњој вредности Фатиме као политичког симбола, него о самој Фатими као историјској личности“.

## Оснивање Ал-Каравина
Према Ибн Аби Зар'у, Фатима је новац који је наследила од оца искористила за изградњу џамије Ал-Каравин. Када је Фатимина заједница прерасла Ал-Каравин, удвостручила је њену површину куповином поседа око ње и припојивши њено земљиште џамији. Пројекат изградње надгледала је сама Фатима. Туниски историчар Хасан Хосни Абдел Вахаб у својој књизи „Чувене жене из Туниса", коју је написао двадесетих година прошлог века, приметио је: „Она се обавезала да ће користити само ресурсе са земљишта које је купила. Копала је дубоко у земљу, откопавајући жути песак и камен за употребу, како не би изазвала сумњу од других [за коришћење превише ресурса]“. Историјски наративи мароканског историчара Абделхадија Тазија помињу Фатимин пост током периода изградње џамије, који се протегао до 263. хиџретске/876. године нове ере (период од око 18 година). Џамију је назвала  по имигрантима из њеног родног града Керуана. Према предању, Фатимина сестра, Маријам, такође је основала сличну џамију у округу преко реке, отприлике у исто време (највероватније око 859. или 860. године), уз помоћ локалних андалузијских породица, која је постала позната као џамија Ал-Андалузијин (Џамија Андалужани). Џамију је била стална добротворна установа након њене смрти. Чувена џамија Ал-Каравин постала је први верски институт и највећи арапски универзитет у Ал-Акса Магребу.